# Кашубистика
Кашубистика (кашуб. Kaszëbistika) — междисциплинарная гуманитарная дисциплина, изучающая кашубский язык и кашубскую культуру.

## Ведущие российские научные центры
- Институт славяноведения РАН
- Исторический факультет МГУ
- Факультет иностранных языков и регионоведения МГУ
- Филологический факультет МГУ
- Филологический факультет СПбГУ

## Кашубисты
См. Категория:Кашубисты